# Gelosia
Pour les articles homonymes, voir Jealousy.
Pour plus de détails, voir Fiche technique et Distribution.
Gelosia est un film italien réalisé par Ferdinando Maria Poggioli et sorti en 1942. Le film n'a pas été distribué en France.

## Synopsis
Le mari d'une belle paysanne, Agrippina Solmo, a été abattu, la nuit, alors qu'il se déplaçait à cheval. Tous deux travaillaient sur les terres du marquis de Roccaverdina. Celui-ci, très amoureux de la jeune femme, l'avait incitée à contracter un « mariage blanc ». Un suspect a été arrêté… Mais, en réalité, le coupable n'est autre que le marquis, atteint d'une jalousie incommensurable. Bien qu'il confesse son crime à un prêtre, il refuse toutefois de se dénoncer. Le prisonnier injustement condamné décède dans sa geôle. Le remords habite le marquis et revêt bientôt un caractère obsessionnel.

## Fiche technique
- Titre du film : Gelosia (en français : Jalousie)
- Réalisation : Ferdinando Maria Poggioli
- Assistant réalisateur : Sergio Grieco
- Scénario : Sergio Amidei, Vitaliano Brancati, Sandro Ghenzi, Angelo Besozzi, Gino Sensani, Giacomo De Benedetti d'après le roman, Il marchese di Roccaverdina de Luigi Capuana
- Photographie : Arturo Gallea - Noir et blanc
- Format : 1,37 : 1
- Montage : Mario Serandrei
- Décors : Gastone Simonetti
- Costumes : Gino Sensani
- Production : Sandro Ghenzi/Universalcine-Cines
- Pays d'origine :  Royaume d'Italie
- Durée : 88 minutes
- Sortie : 25 décembre 1942

## Distribution
- Luisa Ferida : Aggripina Solmo
- Roldano Lupi : Antonio di Roccaverdina
- Elena Zareschi : Zosima Munoz
- Wanda Capoglio : baronne de Lagomorto
- Elvira Betrone : Mme Munoz
- Anna Arena
- Renato Navarrini

## Autour du film
- Œuvre marquante du calligraphisme italien, Gelosia met en scène un protagoniste (Roldano Lupi) torturé par la passion et la jalousie et hanté par un remords inextinguible. L'intensité exceptionnelle de ses états d'âme le rendent à la fois monstrueux et profondément malheureux, affirme Jacques Lourcelles[1].
- « C'est un personnage racinien chez qui l'insatisfaction des instincts et des désirs a partie liée avec le crime puis avec un délire d'autodestruction », commente encore Jacques Lourcelles.
- Ferdinando Maria Poggioli observe les comportements de son héros avec détachement comme pour mieux nous faire cerner la dimension tragique de sa situation, celle d'un être irrémédiablement seul, profondément « coupé du reste de l'humanité » et fatalement entraîné vers la mort.
- Pietro Germi en a réalisé un remake homonyme en 1953.